# Olympische Winterspiele 1956/Bob
Bei den VII. Olympischen Winterspielen 1956 in Cortina d’Ampezzo fanden zwei Wettbewerbe im Bobfahren statt. Austragungsort war die Pista Olimpica di Bob mit einer Länge von 1700 m und 16 Kurven.

## Bilanz

### Medaillenspiegel
| Platz | Land               | Gold | Silber | Bronze | Gesamt |
| ----- | ------------------ | ---- | ------ | ------ | ------ |
| 1     | Italien            | 1    | 2      | –      | 3      |
| 2     | Schweiz            | 1    | –      | 1      | 2      |
| 3     | Vereinigte Staaten | –    | –      | 1      | 1      |

### Medaillengewinner
| Konkurrenz | Gold                                                      | Silber                                                        | Bronze                                                 |
| ---------- | --------------------------------------------------------- | ------------------------------------------------------------- | ------------------------------------------------------ |
| Zweierbob  | Lamberto Dalla Costa, Giacomo Conti                       | Eugenio Monti, Renzo Alverà                                   | Max Angst, Harry Warburton                             |
| Viererbob  | Franz Kapus, Gottfried Diener, Robert Alt, Heinrich Angst | Eugenio Monti, Ulrico Girardi, Renzo Alverà, Renato Mocellini | Arthur Tyler, William Dodge, Thomas Butler, James Lamy |

## Ergebnisse
(alle Zeiten in min)

### Zweierbob
| Platz | Land | Sportler                                            | 1. Lauf | 2. Lauf | 3. Lauf | 4. Lauf | Gesamt  |
| ----- | ---- | --------------------------------------------------- | ------- | ------- | ------- | ------- | ------- |
| 1     | ITA  | Italien I: Lamberto Dalla Costa, Giacomo Conti      | 1:22,00 | 1:22,45 | 1:22,95 | 1:22,74 | 5:30,14 |
| 2     | ITA  | Italien II: Eugenio Monti, Renzo Alverà             | 1:22,73 | 1:22,53 | 1:23,37 | 1:22,82 | 5:31,45 |
| 3     | SUI  | Schweiz I: Max Angst, Harry Warburton               | 1:24,71 | 1:23,81 | 1:24,27 | 1:24,67 | 5:37,46 |
| 4     | ESP  | Spanien I: Alfonso de Portago, Vicente Sartorius    | 1:24,81 | 1:23,77 | 1:24,03 | 1:24,99 | 5:37,60 |
| 5     | USA  | USA I: Waightman Washbond, Piet Biesiadecki         | 1:24,82 | 1:24,15 | 1:24,78 | 1:24,41 | 5:38,16 |
| 6     | USA  | USA II: Arthur Tyler, Edgar Seymour                 | 1:25,41 | 1:23,77 | 1:24,44 | 1:26,46 | 5:40,08 |
| 7     | SUI  | Schweiz II: Franz Kapus, Heinrich Angst             | 1:24,74 | 1:24,50 | 1:24,70 | 1:26,17 | 5:40,11 |
| 8     | EUA  | Deutschland II: Andreas Ostler, Hans Hohenester     | 1:24,63 | 1:24,89 | 1:25,07 | 1:25,54 | 5:40,13 |
| 9     | EUA  | Deutschland I: Hans Rösch, Lorenz Nieberl           | 1:26,92 | 1:24,08 | 1:25,21 | 1:25,13 | 5:51,34 |
| 10    | GBR  | Großbritannien II: Stuart Parkinson, Chris Williams | 1:25,63 | 1:24,53 | 1:26,73 | 1:25,94 | 5:42,83 |
|       |      |                                                     |         |         |         |         |         |
| 12    | AUT  | Österreich I: Paul Aste, Heinrich Isser             | 1:26,32 | 1:25,82 | 1:26,61 | 1:25,22 | 5:43,97 |
| 15    | AUT  | Österreich II: Karl Wagner, Adolf Tonn              | 1:26,15 | 1:27,06 | 1:26,73 | 1:26,35 | 5:46,29 |

1. und 2. Lauf: 27. Januar 1956 
 3. und 4. Lauf: 28. Januar 1956
25 Bobs am Start, davon 20 in der Wertung.

### Viererbob
| Platz | Land | Sportler                                                                         | 1. Lauf | 2. Lauf | 3. Lauf | 4. Lauf | Gesamt  |
| ----- | ---- | -------------------------------------------------------------------------------- | ------- | ------- | ------- | ------- | ------- |
| 1     | SUI  | Schweiz I: Franz Kapus, Gottfried Diener, Robert Alt, Heinrich Angst             | 1:18,00 | 1:17,19 | 1:17,09 | 1:18,16 | 5:10,44 |
| 2     | ITA  | Italien II: Eugenio Monti, Ulrico Girardi, Renzo Alverà, Renato Mocellini        | 1:17,69 | 1:17,97 | 1:18,13 | 1:18,31 | 5:12,10 |
| 3     | USA  | USA I: Arthur Tyler, William Dodge, Thomas Butler, James Lamy                    | 1:17,75 | 1:17,87 | 1:18,25 | 1:18,52 | 5:12,39 |
| 4     | SUI  | Schweiz II: Max Angst, Albert Gartmann, Harry Warburton, Rolf Gerber             | 1:17,41 | 1:17,85 | 1:18,68 | 1:20,33 | 5:14,27 |
| 5     | ITA  | Italien I: Dino De Martin, Giovanni De Martin, Giovanni Tabacchi, Carlo Da Prà   | 1:18,10 | 1:18,65 | 1:18,50 | 1:19,41 | 5:14,66 |
| 6     | EUA  | Deutschland I: Hans Rösch, Michael Pössinger, Lorenz Nieberl, Sylvester Wackerle | 1:18,61 | 1:19,04 | 1:19,43 | 1:20,94 | 5:18,02 |
| 7     | AUT  | Österreich II: Kurt Loserth, Wilfried Thurner, Karl Schwarzböck, Frank Dominik   | 1:19,37 | 1:19,12 | 1:20,08 | 1:19,72 | 5:18,29 |
| 8     | EUA  | Deutschland II: Franz Schelle, Jakob Nirschl, Hans Henn, Edmund Koller           | 1:19,03 | 1:18,84 | 1:19,31 | 1:21,35 | 5:18,50 |
| 9     | ESP  | Spanien I: Alfonso de Portago, Vicente Sartorius, Gonzalo Taboada, Luis Muñoz    | 1:18,87 | 1:19,27 | 1:21,37 | 1:19,08 | 5:19,49 |
| 10    | AUT  | Österreich I: Karl Wagner, Fritz Rursch, Adolf Tonn, Heinrich Isser              | 1:19,60 | 1:20,74 | 1:19,98 | 1:20,30 | 5:20,62 |

1. und 2. Lauf: 3. Februar 1956 
 3. und 4. Lauf: 4. Februar 1956
21 Bobs am Start, alle in der Wertung.